# Queens of Noise
| Оценки критиков          | Оценки критиков |
| Источник                 | Оценка          |
| ------------------------ | --------------- |
| AllMusic                 | [ 2 ]           |
| Christgau's Record Guide | C–              |

Queens of Noise (МФА:[kwiːnz ɒv nɔɪz]; с англ. — «Королевы шума») — второй студийный альбом американской рок-группы The Runaways, выпущенный 3 января 1977 года на звукозаписывающем лейбле Mercury Records, ставший последним диском, в записи которого приняли участие Шери Кэрри и Джеки Фокс. По сути, это хард-роковый альбом, хотя он также демонстрирует влияние глэм-рока. Большая его часть состоит из «тяжёлых» гитарных треков, ставших частью фирменного звучания The Runaways, хотя в нём также есть две заметно более мягкие песни, которые иногда описываются как пауэр-баллады.
Стилистически Queens of Noise похож на их одноимённый дебютный альбом, но в нём стало больше акцентов на громкость и музыкальную изысканность. Диск получил в целом положительные отзывы и остался самым продаваемым альбомом группы в США.

## Предыстория
По словам Фокс, группа была обязана по контракту выпускать два студийных альбома каждый год для своего лейбла Mercury Records, что привело к выходу Queens of Noise всего через десять месяцев после того, как The Runaways поступил в продажу. Перед началом записи Queens of Noise ухудшающиеся отношения между The Runaways и их менеджером Кимом Фоули привели их к обоюдному решению привлечь для работы над альбомом другого продюсера. Им стал Эрл Манки, наиболее известный своей работой с The Beach Boys, хотя Фоули продолжал участвовать в продюсировании на периодической основе.

## Запись
Запись Queens of Noise происходила в Санта-Монике, Калифорния, на принадлежавшей Эрлу Манки Brothers Studio, в которой ранее записывались The Beach Boys.
По словам Джеки Фокс, The Runaways большую часть продюсирования выполнили сами, сделав упор на громкость и музыкальную усложнённость, что в корне отличалось от подхода «чем проще, тем лучше», который предпочитал Фоули.
За исключением «Midnight Music», все остальные песни в альбоме были записаны одинаково: ударные, бас-гитара и ритм-гитара (кроме риффов). Все песни (кроме «Midnight Music») были записаны «вживую», причём Уэст, Фокс и Джетт были на виду друг у друга во время записи.
Однако каждая из них записывалась в разных комнатах, чтобы их инструменты не «слились» во время записи. Риффы, соло-гитара и вокал были записаны позднее и в конечном итоге смикшированы с треками ударных, бас-гитары и ритм-гитары, чтобы получить законченный продукт. Лита Форд использовала разные техники для записи своих соло, включая игру как через микрофонный усилитель, так и подключаясь непосредственно к микшерному пульту.
По словам Фокс, Уэст не использовала метроном во время записи. В дополнение к десяти песням, выпущенным на Queens of Noise, The Runaways также записали ещё две во время этих сессий, которые в конечном итоге не вошли в окончательную версию альбома: «Hollywood Dream» и «C’Mon».
Обе эти песни в итоге были включены в альбом-сборник 1980 года Flaming Schoolgirls вместе с другими ранее неизданными материалами, опубликованными только после распада Runaways в 1979 году.
По словам Фокс, запись и возможное включение «Hollywood Dream» в этот альбом вызвала «настоящий бунт группы», потому что только вокалистка Шери Кэрри хотела, чтобы его выпустили. Форд и Фокс были настолько недовольны песней, что обе отказались записывать свои инструменты на трек, и при поддержке Джетт и Уэст они смогли добиться того, чтобы она не вошла в окончательный вариант альбома.

## Выпуск и упаковка
Queens of Noise был выпущен 3 января 1977 года в трех разных форматах: виниловая пластинка, компакт-кассета и Stereo 8.
На обложке изображены все пятеро участниц из The Runaways, одетые в одинаковые черные рубашки и брюки, все «цепляющиеся за длинные металлические стержни» в дизайне, который Марианна Моро описывает как «тему обложки альбома для стриптизёрш».
The Runaways частично скрыты дымом на фотографии, которая была использована на обложке альбома, которая, по словам Джеки Фокс, была сделана «в последний момент перед тем, как мы все задохнулись».
На задней обложке изображена аналогичная фотография, но с другой позицией и без дыма, которая, как отмечает Фокс, изначально предназначалась для украшения лицевой стороны альбома, в то время как возможное лицевое изображение изначально планировалось разместить на оборотной стороне.
После того, как Джеки Фокс предположила, что заполненное дымом изображение привлечет больше внимания на передней части альбома, а также отметив практическую озабоченность по поводу того, что листинг треков и другие примечания будут напечатаны поверх него, Mercury Records согласился и поменял обложки.

## Список композиций
| №  | Название                          | Автор(ы)                           | Длительность |
| -- | --------------------------------- | ---------------------------------- | ------------ |
| 1. | «Queens of Noise»                 | Билли Бизо                         | 3:26         |
| 2. | «Take It or Leave It»             | Джоан Джетт                        | 3:23         |
| 3. | «Midnight Music»                  | Шери Кэрри, Ким Фоули, Стивен Тетш | 2:47         |
| 4. | «Born to Be Bad»                  | Ким Фоули, Мишель Стил, Сэнди Уэст | 4:28         |
| 5. | «Neon Angels on the Road to Ruin» | Лита Форд, Ким Фоули, Джеки Фокс   | 3:23         |

| №                   | Название                   | Автор(ы)                                                | Длительность |
| ------------------- | -------------------------- | ------------------------------------------------------- | ------------ |
| 6.                  | «I Love Playin' with Fire» | Джоан Джетт                                             | 3:18         |
| 7.                  | «California Paradise»      | Ким Фоули, Джоан Джетт, Кари Кроум, Сэнди Уэст          | 2:52         |
| 8.                  | «Hollywood»                | Ким Фоули, Джеки Фокс, Джоан Джетт                      | 2:56         |
| 9.                  | «Heartbeat»                | Шери Кэрри, Лита Форд, Ким Фоули, Джеки Фокс, Эрл Манки | 2:49         |
| 10.                 | «Johnny Guitar»            | Ким Фоули, Лита Форд                                    | 7:15         |
| Общая длительность: | Общая длительность:        | Общая длительность:                                     | 36:37        |

## Участники записи
The Runaways:
- Шери Кэрри — ведущий вокал, бубен («Midnight Music»)
- Джоан Джетт — ритм-гитара, бэк-вокал, соло-гитара («California Paradise»)
- Лита Форд — соло-гитара, бэк-вокал, бездействие («California Paradise»)
- Джеки Фокс — бас-гитара, бэк-вокал
- Сэнди Уэст — ударные, бэк-вокал

Технический персонал:
- Ким Фоули — музыкальный продюсер
- Эрл Манки[англ.] — музыкальный продюсер, звукоинженер, микшер

## Чарты

### Еженедельный чарт
| Чарты (1977)                  | Позиция |
| ----------------------------- | ------- |
| Австралия (Kent Music Report) | 36      |
| США Billboard 200             | 172     |
| Швеция Swedish Albums Chart   | 28      |
| Канада Canada (RPM Magazine)  | 83      |